# Тритон (митология)
Вижте пояснителната страница за други значения на Тритон.
Тритон в древногръцката митология е морски бог. Син е на Посейдон и Амфитрита. Обикновено е представен с тяло на човек и опашка на риба.
Също както своя баща и Тритон носи тризъбец. Негов специален атрибут е обаче завитата раковина, с която той свири, за да успокои или засили вълните. Според „Теогония“ на Хезиод, Тритон обитава с родителите си златен дворец в дълбините на морето. Тритон се появява и в митологията на Древен Рим – „Енеида“ на Вергилий.
Единият от спътниците на планетата Нептун се нарича Тритон. Това име е символично, тъй като Нептун е римският еквивалент на Посейдон.